# Подвешивание колокола Сигизмунда
Подвешивание колокола Сигизмунда на соборную башню в 1521 году в Кракове (пол. Zawieszenie dzwonu Zygmunta na wieży katedry w roku 1521 w Krakowie)  ― картина Яна Матейко, законченная им в 1874 году, на которой изображена установка колокола Сигизмунда на башню Вавельского собора в Кракове (этот колокол впервые зазвонил 13 июля 1521 года). Колокол считается одним из национальных символов Польши.
Матейко был глубоко увлечен эпохой Возрождения в Польше, и данная картина представляет собой лишь одно из множества исторических произведений, созданных им в дань уважения тому периоду.
Существует несколько альтернативных названий картины ― например, «Освящение колокола Сигизмунда…» (пол. Poświęcenie dzwonu Zygmunta…»), предложенное Мечиславом Третером, или «Поднятие колокола Сигизмунда…».

## История
Во время работы над полотном Матейко поручил мастерам создать копию строительных лесов, которые использовались для перемещения колокола; художник определил его вероятное первоначальное местоположение, чтобы колокол был изображён реалистично.
Картина была хорошо принята современниками, и в 1875 году Станислав Тарновский опубликовал в ежемесячном журнале «Przegląd Polski» обширную положительную рецензию на неё. В том же году работа была выставлена в Париже и, вероятно, поспособствовала признанию творчества Матейко Французской академией. На данный момент картина находится в коллекции Национального музея в Варшаве.

## Описание
Левая сторона полотна акцентирует внимание на богатстве польской элиты и величии той эпохи, а правая иллюстрирует тяжелый труд простых людей. Хотя картина известна под названием «Подвешивание колокола Сигизмунда…», на самом деле она показывает не момент подвешивания, а момент выхода колокола из формы, в которой он был отлит.
На картине изображена толпа с рядом узнаваемых исторических деятелей. Слева находится королевский двор ― на этой части полотна можно чётко идентифицировать короля Сигизмунда I, его семью (включая королеву Бону Сфорца) и придворного шута Станчика. На картине также можно увидеть банкира Ганса Бонера и епископа Яна Хоеньского, освящающего колокол. Работой руководит мастер-основатель колокола Ханс Бехам. Рядом с ним стоит вавельский архитектор Бартоломео Берреччи и музыкант Валентин Бакфарк.
Матейко, как он часто делал, также изобразил на полотне людей, которых он считал значимыми историческими деятелями, но которые не могли присутствовать во время данного события, например, сына Сигизмунда I, Сигизмунда II Августа, которому на тот момент был всего один год. В 1885 году Матейко написал картину «Сигизмунд I, слушающий колокол Сигизмунда» (пол. Zygmunt I słuchający Dzwonu Zygmunta), на которой изображены пожилые Сигизмунд и Станчик, размышляющие об уходе своей эпохи.